# Oleksandr Kamychine
Oleksandr Kamychine, né le 2 juillet 1984, est un homme politique ukrainien. Depuis le 21 mars 2023, il est ministre des Industries stratégiques.

## Biographie
Né le 2 juillet 1984, il est diplômé de l'université d'Ukraine (ou selon d’autres sources concordantes, de l'Institut polytechnique Igor-Sikorski de Kiev) avec une licence en informatique et en économie. Il devient PDG de KMZ Industries de 2009 à 2012. Il occupe un poste de consultant au ministère ukrainien de l'infrastructure pendant l'été 2021. En août de la même année, il occupe le poste de PDG par intérim des Chemins de fer ukrainiens, avant d'être nommé PDG le 25 octobre. En mars 2023, il est nommé ministre des Industries stratégiques de l'Ukraine. Toujours la même année, en tant que ministre, il initie une coopération avec la Turquie sur la production de drones et d'autres industries stratégiques. Il est directeur de Ukrzaliznytsia de 2021 à 2023.

## Activités en tant que ministre
On observe une augmentation progressive mais substantielle de la capacité de production, Kamychine ayant constitué une équipe de jeunes dirigeants progressistes au sein du ministère des Industries stratégiques. Il lance la réforme d'Ukroboronprom, transformant l'entreprise d'État en société anonyme, tandis que d'autres entreprises d'État deviennent des entités commerciales. Cette restructuration permet la création de coentreprises avec des sociétés étrangères.
Le ministre poursuit activement une politique de soutien au secteur privé dans l'industrie de la défense, soulignant la nécessité d'éviter un monopole d'État. 
M. Kamychine déclare dans un entretien avec The Guardian : « En 2021, 80 % du secteur était détenu par l'État ; aujourd'hui, c'est environ 50/50. Dans cinq ans, il devrait être de 80/20 en faveur du secteur privé ».  

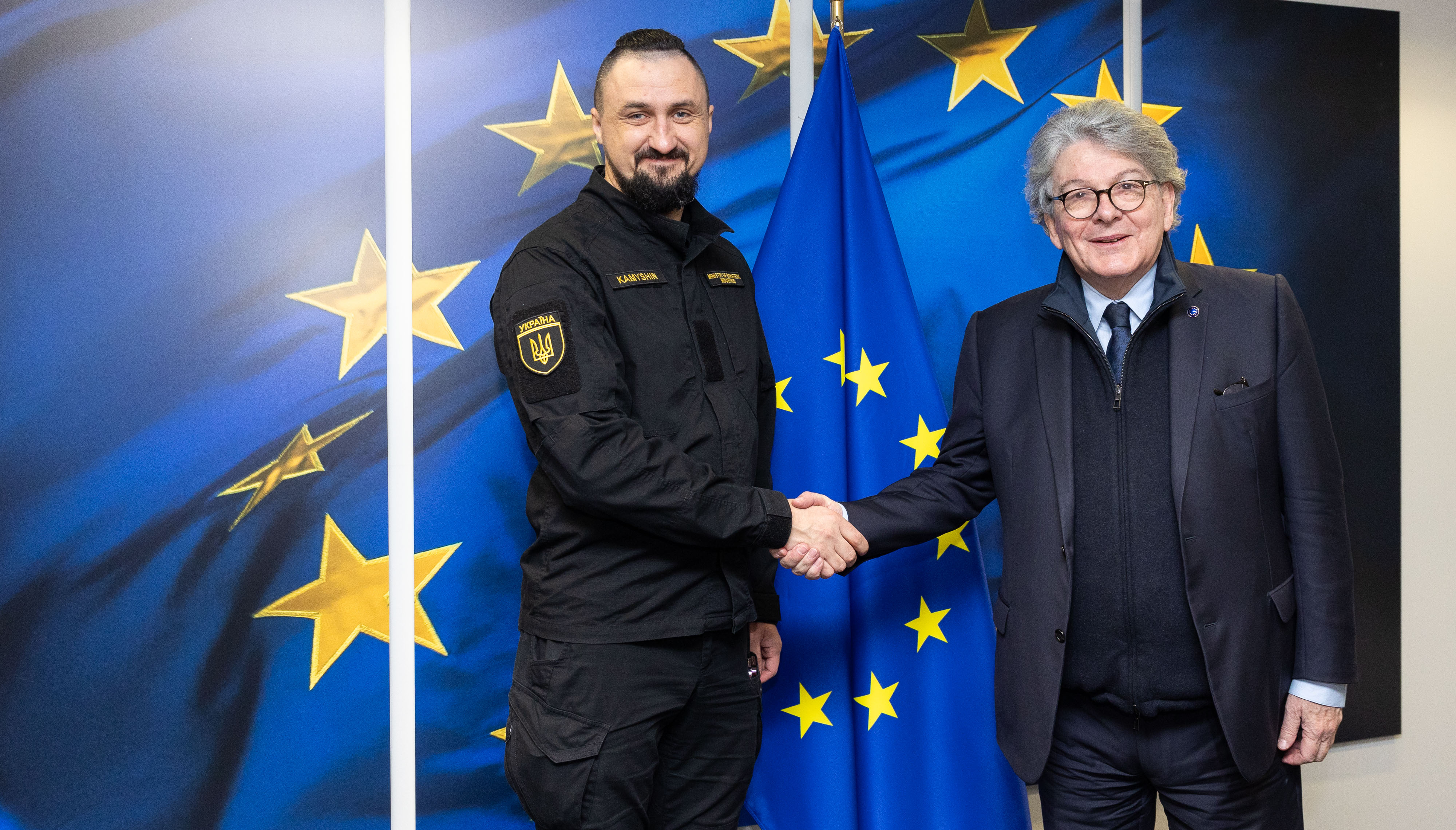
Rencontre avec le commissaire Thierry Breton en novembre 2023.

Selon lui, l'Ukraine est en train de construire « l'arsenal du monde libre ». La production d'obus d'artillerie et de mortiers est en hausse, et le nombre de fabricants privés de drones augmente considérablement. À l'automne, on recense environ 200 fabricants de ce type, et en octobre, la production de drones est multipliée par cent,.
En novembre, Alexander Kamychine rapporte une multiplication par trois de la production de produits militaires par rapport à 2022 et prévoit une multiplication par six en 2024.

## Vie privée
Alexandre Kamychine est marié et père de deux fils.